# 川俣雄人
川俣雄人（1895年—1974年6月），日本鹿儿岛县人，大日本帝国陆军中将。

## 生平
1916年，川俣雄人毕业于日本陆军士官学校第28期，初在近卫步兵第2联队任步兵少尉，不久进入日本陆军大学深造，1927年毕业于陆军大学第34期。
1925年12月，川俣雄人被任命为近卫步兵第2联队中队长。此后，他历任关东军司令部付(满洲里特务机关课课长)、日本驻拉脱维亚大使馆武官、日本驻苏联大使馆武官、参谋部课长等职。1938年3月晋升为大佐。1939年3月，他被任命为步兵第6联队联队长前往中国作战，先后参加随枣会战、枣宜会战。1940年8月，川俣雄人转到第23师团任参谋长，1941年8月升为陆军少将，10月任陆军中野学校校长。1945年3月1日，川俣雄人升为陆军中将，同月8日前往第58师团任师团长，直至战争结束。